# Các rừng mưa Gondwana của Úc
Các rừng mưa Gondwana của Úc trước đây có tên là Các khu bảo tồn rừng mưa Trung Đông, là khu vực rừng mưa cận nhiệt đới rộng lớn nhất thế giới. Nó đã được UNESCO công nhận là Di sản thế giới với 50 khu bảo tồn riêng biệt có tổng diện tích 366.500 hécta (906.000 mẫu Anh) kéo dài từ Newcastle đến Brisbane.

## Mô tả
Các rừng mưa Gondwana có tên như vậy vì các mẫu hóa thạch ở đây chỉ ra rằng, khi siêu lục địa Gondwana còn tồn tại thì nó đã được bao phủ bởi các khu rừng mưa, trong đó gồm nhiều loại cây cùng loài như hiện nay. Không phải tất cả các khu rừng mưa Gondwana ở Úc đều nằm ở New South Wales và Queensland. Rừng mưa Gondwana lớn nhất ở Úc nằm tại vùng hoang dã Tarkine trên đảo Tasmania. Số lượng du khách đến các khu bảo tồn rừng mưa Gondwana ở New South Wales và Queensland là khoảng 2 triệu du khách mỗi năm.
Các khu rừng mưa được UNESCO đưa vào danh sách di sản thế giới vào năm 1986 với diện tích ban đầu là các khu rừng mưa nằm tại bang New South Wales có tổng diện tích 310.800 hécta (768.000 mẫu Anh). Đến năm 1994, di sản này được mở rộng thêm các rừng mưa tại bang Queensland với khoảng 59.200 hécta (146.000 mẫu Anh). Tổng cộng là 370.000 hécta (910.000 mẫu Anh). Khu bảo tồn rừng mưa có giá trị bảo tồn cực kỳ cao, với hơn 200 loài động thực vật quý hiếm hoặc bị đe dọa.
Tám khu vực riêng biệt được xác định là có ý nghĩa di sản nổi bật đối với Úc và được đưa vào Danh sách Di sản Quốc gia Úc vào ngày 21 tháng 5 năm 2007. Độ cao của các khu vực bảo vệ dao động từ mực nước biển cho đến gần 1.600 m (5.200 ft).
Vào ngày 22 tháng 12 năm 2000, các khu rừng già mang giá trị bảo tồn cao bao gồm 24 vườn quốc gia và 19 khu bảo tồn thiên nhiên rải rộng trên 12 khu vực địa phương ở đông bắc New South Wales được liệt kê trong Sổ bộ Địa danh New South Wales.

## Các vườn quốc gia

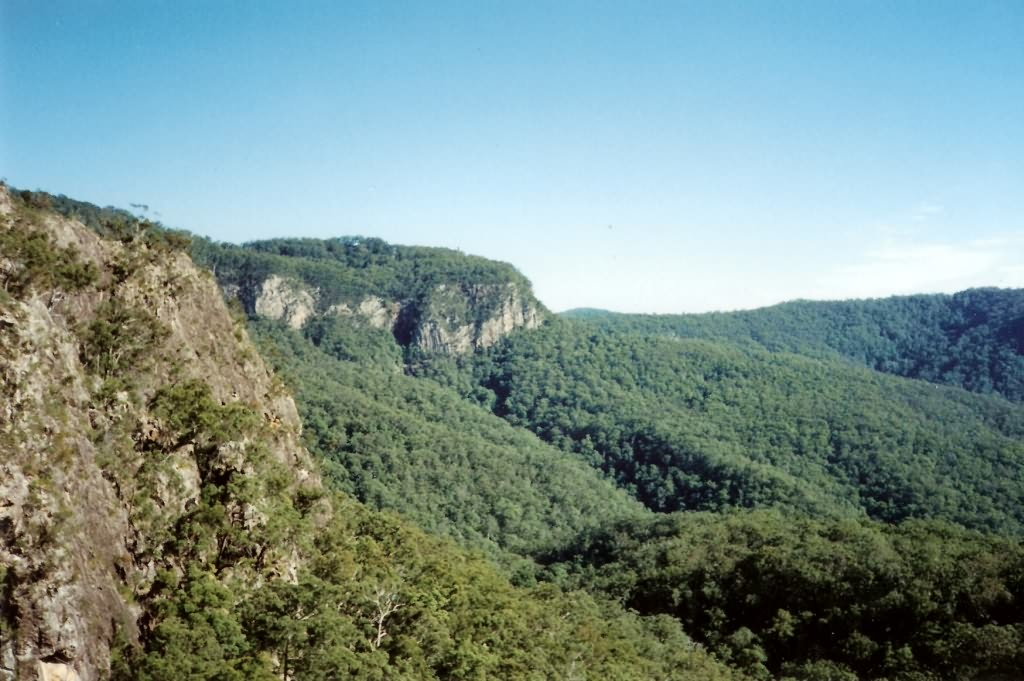
Vườn quốc gia Lamington

Các vườn quốc gia thuộc bang Queensland:
- Vườn quốc gia Lamington
- Vườn quốc gia Núi Chinghee
- Vườn quốc gia Springbrook
- Vườn quốc gia Núi Barney
- Vườn quốc gia Dãy Main.

Các vườn quốc gia thuộc bang New South Wales:
- Vườn quốc gia Barrington Tops
- Vườn quốc gia Dorrigo
- Vườn quốc gia Núi Warning
- Vườn quốc gia New England
- Vườn quốc gia Oxley Wild Rivers
- Vườn quốc gia Willi Willi
- Vườn quốc gia Werrikimbe.[6]